# Ouyen
Ouyen är en ort i Australien. Den ligger i kommunen Mildura Shire och delstaten Victoria, omkring 390 kilometer nordväst om delstatshuvudstaden Melbourne. Antalet invånare är 1 400.
Trakten runt Ouyen är nära nog obefolkad, med mindre än två invånare per kvadratkilometer.. Det finns inga andra samhällen i närheten.
Trakten runt Ouyen består till största delen av jordbruksmark. Genomsnittlig årsnederbörd är 305 millimeter. Den regnigaste månaden är juli, med i genomsnitt 44 mm nederbörd, och den torraste är januari, med 12 mm nederbörd.